# Listă de conducători de stat din 545
541 - 542 - 543 - 544 - 545 - 546 - 547 - 548 - 549
Aceasta este o listă a conducătorilor de stat din anul 545:

## Europa
- Anglia, statul anglo-saxon Kent: Eormenric (rege, ?-?) (?)
- Anglia, statul anglo-saxon Sussex: rege necunoscut
- Anglia, statul anglo-saxon Wessex: Cynric (rege, cca. 534-cca. 560)
- Bizanț: Justinian I cel Mare (împărat din dinastia Justiniană, 527-565)
- Francii cu sediul la Metz/Reims (Austrasia): Theudebert (Thibert) I (rege din dinastia Merovingiană, 534-548)
- Francii cu sediul la Orléans (Burgundia): Childebert I (rege din dinastia Merovingiană, 524-558; totodată, rege la Paris, 511-558)
- Francii cu sediul la Paris: Childebert_I (rege din Dinastia_Merovingiană, 511-558; ulterior, rege în Burgundia, 524-558)
- Francii cu sediul la Soissons (Neustria): Chlothar_I (rege din dinastia Merovingiană, 511-561; ulterior, rege în Austrasia, 555-561; ulterior, rege în Burgundia, 558-561; ulterior, rege la Paris, 558-561)
- Gruzia: Bakur al IV-lea (rege din dinastia Chosroidă, 534-547)
- Longobarzii: Waltari (rege din dinastia Lethingilor, 539-546)
- Ostrogoții: Totila Baduila (rege, 541-552)
- Scoția, statul picților: Talorc al III-lea (rege, cca. 539-cca. 550)
- Scoția, statul celt Dalriada: Gabran (rege, 538?-560?)
- Statul papal: Vigilius (papă, 537-555)
- Suevii: Hermenric al II-lea sau Rechila al II-lea sau Requiari al II-lea (rege) (?)
- Vizigoții: Theudis (rege, 531-548)

## Africa
- Bizanț: Justinian I cel Mare (împărat din dinastia Justiniană, 527-565)

## Asia

### Orientul Apropiat
- Bizanț: Justinian I cel Mare (împărat din dinastia Justiniană, 527-565)
- Persia: Chosroes I (suveran din dinastia Sasanizilor, 531-579)

### Orientul Îndepărtat
- Cambodgia, statul Fu Nan: Rudravarman (Liute-bamo) (rege din a doua dinastie, cca. 514-545/550)
- Cambodgia, statul Tjampa: Rudravarman I (rege din a patra dinastie, 529?-605)
- Cambodgia, statul Chenla: Șrutavarman (rege, cca. 500-cca. 545) și Șreșthavarman (rege, cca. 545-cca. 560)
- China: Xiao Yan (împărat din dinastia Liang, 502-549)
- China: Xiaojing Di (împărat din dinastia Wei de est, 534-550)
- China: Wendi (împărat din dinastia Wei de vest, 535-551)
- Coreea, statul Koguryo: Anwon (Poyon) (rege din dinastia Ko, 531-545) și Yangwon (Pyongsong) (rege din dinastia Ko, 545-559)
- Coreea, statul Paekje: Song (rege din dinastia Ko, 523-554)
- Coreea, statul Silla: Chinhung (Maekchong) (rege din dinastia Kim, 540-576)
- India, statul Chalukya: Pulakeșin I (rege, cca. 536-566/567)
- India, statul Magadha: Vișnu Gupta (suveran din dinastia Gupta, ?-cca. 550) (?)
- India, statul Pallava: Kumaravișnu al III-lea (rege, din prima dinastie, cca. 540-cca. 550)
- Japonia: Kinmei (împărat, 540-571)
- Sri Lanka: Moggallana al II-lea (rege din dinastia Silakala, 537-556)
- Vietnam, imperiul Van-Xuan: Ly Bi (Bon) (Ly Nam-viet-de) (împărat din dinastia Ly timpurie, 544-548)